# Aphaenogaster laevior
Aphaenogaster laevior é uma espécie de inseto do gênero Aphaenogaster, pertencente à família Formicidae.